# Abaetetuba
Cet article concerne la ville brésilienne. Pour le genre d'opilions, voir Abaetetuba (genre).
Abaetetuba est une ville brésilienne de l'État du Pará. Sa population était estimée à 133 316 habitants en 2006. La municipalité s'étend sur 1 611 km2.

## Étymologie
"Abaetetuba" c'est d'origine tupi et signifie "groupe des hommes vrais", de abá ("homme"), eté ("vrai") e tyba ("groupe").

## Maires
| Période | Période | Identité                            | Étiquette | Qualité |
| ------- | ------- | ----------------------------------- | --------- | ------- |
| 2009    | 2012    | Francineti Maria Rodrigues Carvalho | PSDB      |         |